# Arrêt
Der Arrêt ist ein kleiner Fluss im Südwesten von Frankreich, der im Département Hautes-Pyrénées der Region Okzitanien südöstlich der Stadt Tarbes verläuft.

## Geographie

### Verlauf
Der Arrêt entspringt im Gemeindegebiet von Mérilheu, verläuft generell Richtung Ostnordost im westlichen Teil des Plateau von Lannemezan und mündet nach insgesamt rund 15 Kilometern im Gemeindegebiet von Tournay als linker Nebenfluss in den Arros. Im  Unterlauf quert der Arrêt die Autobahn A64 und die Bahnstrecke Toulouse–Bayonne.

### Orte am Fluss
(Reihenfolge in Fließrichtung)
- Bérot, Gemeinde Mérilheu
- La Bache, Gemeinde Orignac
- Ortignac, Gemeinde Luc
- Poumarous
- Aires de Repos, Gemeinde Bordes
- Tournay